# Zonsverduisteringen van 2381 t/m 2390
De periode 2381 t/m 2390 bevat 23 zonsverduisteringen. Deze zijn onderverdeeld in de volgende typen:
- 6 totale
- 9 ringvormige
- 2 hybride
- 6 gedeeltelijke

## Overzicht
Onderstaand overzicht bevat alle details van deze zonsverduisteringen.
| Datum        | UTC op Max | Type         | Stijl            | Saros nr | Magni- tude | Lengte op Max | Coördinaten op Max |
| ------------ | ---------- | ------------ | ---------------- | -------- | ----------- | ------------- | ------------------ |
| 26 jan. 2381 | 10:46:38   | ringvormig   | centraal         | 137      | 0.9149      | 6m 57s        | 65.3z 66.8o        |
| 22 juli 2381 | 11:25:02   | totaal       | centraal         | 142      | 1.0777      | 5m 32s        | 46.9n 26.9o        |
| 15 jan. 2382 | 09:53:22   | ringvormig   | centraal         | 147      | 0.9274      | 8m 40s        | 28.1z 40.1o        |
| 12 juli 2382 | 03:37:51   | totaal       | centraal         | 152      | 1.0475      | 4m 41s        | 6.5n 127.5o        |
| 4 jan. 2383  | 13:46:26   | ringvormig   | centraal         | 157      | 0.9706      | 3m 26s        | 11.4n 28.1w        |
| 1 juli 2383  | 14:37:42   | gedeeltelijk |                  | 162      | 0.8276      | -             | 65.1z 57.5w        |
| 25 nov. 2383 | 14:13:32   | gedeeltelijk |                  | 129      | 0.1260      | -             | 68.6z 163.5o       |
| 25 dec. 2383 | 00:57:04   | gedeeltelijk |                  | 167      | 0.6033      | -             | 65.8n 153.2o       |
| 21 mei 2384  | 03:05:26   | ringvormig   | centraal         | 134      | 0.9317      | 4m 28s        | 80.8n 0.8w         |
| 14 nov. 2384 | 06:13:20   | totaal       | centraal         | 139      | 1.0377      | 2m 22s        | 70.9z 63.5o        |
| 10 mei 2385  | 04:36:49   | ringvormig   | centraal         | 144      | 0.9657      | 3m 53s        | 29.5n 111.9o       |
| 3 nov. 2385  | 19:27:30   | hybride      | centraal         | 149      | 1.0004      | 0m 3s         | 22.1z 113.5w       |
| 29 apr. 2386 | 12:32:25   | hybride      | typevolgorde T-A | 154      | 1.0146      | 1m 30s        | 18.1z 2.9o         |
| 24 okt. 2386 | 02:06:43   | ringvormig   | centraal         | 159      | 0.9475      | 6m 9s         | 26.1n 158.8o       |
| 20 mrt. 2387 | 17:59:08   | gedeeltelijk |                  | 126      | 0.3241      | -             | 72.1n 173.3w       |
| 19 apr. 2387 | 02:47:06   | gedeeltelijk |                  | 164      | 0.5677      | -             | 71.3z 162.7w       |
| 13 okt. 2387 | 02:41:04   | gedeeltelijk |                  | 169      | 0.3523      | -             | 71.8n 153.3w       |
| 9 mrt. 2388  | 09:36:21   | totaal       | centraal         | 136      | 1.0260      | 2m 10s        | 38.5n 27.0o        |
| 1 sep. 2388  | 14:30:25   | ringvormig   | centraal         | 141      | 0.9867      | 1m 15s        | 40.7z 50.1w        |
| 26 feb. 2389 | 20:33:52   | ringvormig   | centraal         | 146      | 0.9744      | 2m 55s        | 8.1z 121.3w        |
| 22 aug. 2389 | 02:05:53   | totaal       | centraal         | 151      | 1.0500      | 4m 45s        | 12.5n 153.9o       |
| 16 feb. 2390 | 00:06:58   | ringvormig   | centraal         | 156      | 0.9239      | 7m 6s         | 56.4z 155.6w       |
| 11 aug. 2390 | 18:31:27   | totaal       | centraal         | 161      | 1.0724      | 4m 41s        | 61.3n 72.5w        |

### Legenda
| Kolomhoofd         | Uitleg                                                                                                |
| ------------------ | --- |
| Datum              | Datum op het moment van het maximum van de eclips                                                     |
| UTC op Max         | Tijd in UTC op het moment van het maximum van de eclips                                               |
| Type               | Type van de eclips                                                                                    |
| Stijl              | Binnen een type zijn verschillende stijlen mogelijk                                                   |
| Sarosnr            | Het nr van de sarosreeks waartoe de eclips behoort                                                    |
| Magnitude          | Percentage van verduistering van de middellijn van de zon op het moment van het maximum van de eclips |
| Lengte op Max      | Tijdsduur van de eclips op de plek met het maximum                                                    |
| Coördinaten op Max | Coördinaten op het moment van het maximum van de eclips                                               |